# Nederlands kampioenschap shorttrack 2002
Het Nederlands Kampioenschap Shorttrack 2002 werd gehouden in Den Haag.
Titelverdedigers waren Cees Juffermans en Anke Jannie Landman. Dave Versteeg eindigde voor Knut Alsemgeest en Jeroen Huiskamp, Landman raakte haar titel kwijt aan Anouk Wiegers.
|                    | 1                       | 2                     | 3                   |
| ------------------ | ----------------------- | --------------------- | ------------------- |
| Heren              | Dave Versteeg           | Knut Alsemgeest       | Jeroen Huiskamp     |
| Dames              | Anouk Wiegers           | Maureen de Lange      | Anke Jannie Landman |
| Jongens Junioren B | Stefan Zwager           | Stefan van den Helder | Sjoerd Thijsse      |
| Meisjes Junioren B | Mischa Top              | Maaike Vos            | Jessica Ausma       |
| Jongens Junioren C | Roderick Oosten         | Tim de Vries          | Mark Horsten        |
| Meisjes Junioren C | Foske Tamar van der Wal | Mayon Kuipers         | Sanne van Kerkhof   |
| Aflossing Heren    | Gewest Zuid-Holland     | Trias Leeuwarden A    | Trias Leeuwarden B  |
| Aflossing Dames    | IHCL                    | Gewest Zuid-Holland   | Gewest Friesland    |